# Amata stanleyi
Amata stanleyi är en fjärilsart som beskrevs av Sergius G. Kiriakoff 1965. Amata stanleyi ingår i släktet Amata och familjen björnspinnare. Inga underarter finns listade i Catalogue of Life.